# Révolution de Mars (Danemark)
La Révolution de mars au Danemark fait référence aux évènements de 1848 qui ont finalement conduit à l'instauration de la monarchie constitutionnelle danoise et de la Constitution du Royaume de Danemark.

## Contexte
Les révolutions de février et mars 1848 sont une série d'évènements violents qui ont eu lieu dans plusieurs pays européens (dont la France, puis l'Allemagne) et qui ont marqué l'émergence d'un soutien sans cesse croissant à la réforme démocratique parmi la population civile de ces pays. Le Danemark, qui vivait depuis longtemps un mouvement de réforme constitutionnelle, a été affecté par les retombées de ces révolutions.
Le roi Frédéric VII (qui régna de 1848 à 1863) avait 39 ans lors de son couronnement le 20 janvier 1848. En tant que prince, il avait eu une existence quelque peu instable, notamment deux mariages qui se sont soldés par des échecs, n'avait pas de compétences notables et s'était très peu engagé dans les tâches liées à l'État. Ceci, et son manque de désir d'assumer le lourd travail et les responsabilités d'un monarque absolu, signifiaient qu'il était déjà ouvert à la pensée d'un État constitutionnel.
Après son accession au trône, il a conservé les ministres précédents et a fait deux nouvelles nominations au Conseil d'État: son ami d'enfance Carl Emil Bardenfleth, et, conformément au souhait de son père Christian VIII, Carl Moltke (da). Quelques jours après le changement de monarque, le Gehejmestatsråd («conseil privé») a accepté les principes fondamentaux du projet de constitution qui avait été en cours d'élaboration pendant les derniers jours de Christian VIII. Le 28 janvier 1848, une annonce publique d'un cadre constitutionnel commun pour l'ensemble du Royaume du Danemark fût établi. Le plan était que la représentation publique se compose d'un nombre égal de membres à la fois du Royaume proprement dit (c'est-à-dire à l'exclusion des duchés) et conjointement des Duchés de Schleswig et de Holstein, avec des réunions ayant lieu en alternance dans ces endroits.
Le Parti national libéral, qui avait exigé depuis longtemps une Constitution libre pour le Royaume et le Schleswig immédiatement après le changement de monarque, fut déçu par cette annonce. Selon lui, donner à la population du Royaume de 1 300 000 habitants et à la population réduite des Duchés de 800 000 une représentation égale était une violation des droits du peuple danois. Un mouvement plus large s'est développé dans le Royaume exigeant une Constitution pour, géographiquement, le Danemark jusqu'à la rivière Eider (c'est-à-dire incluant le Schleswig). La population des Duchés était également mécontente car elle jugeait impensable que le Royaume et les Duchés soient liés par une Constitution commune.

## Le rendez-vous Casino

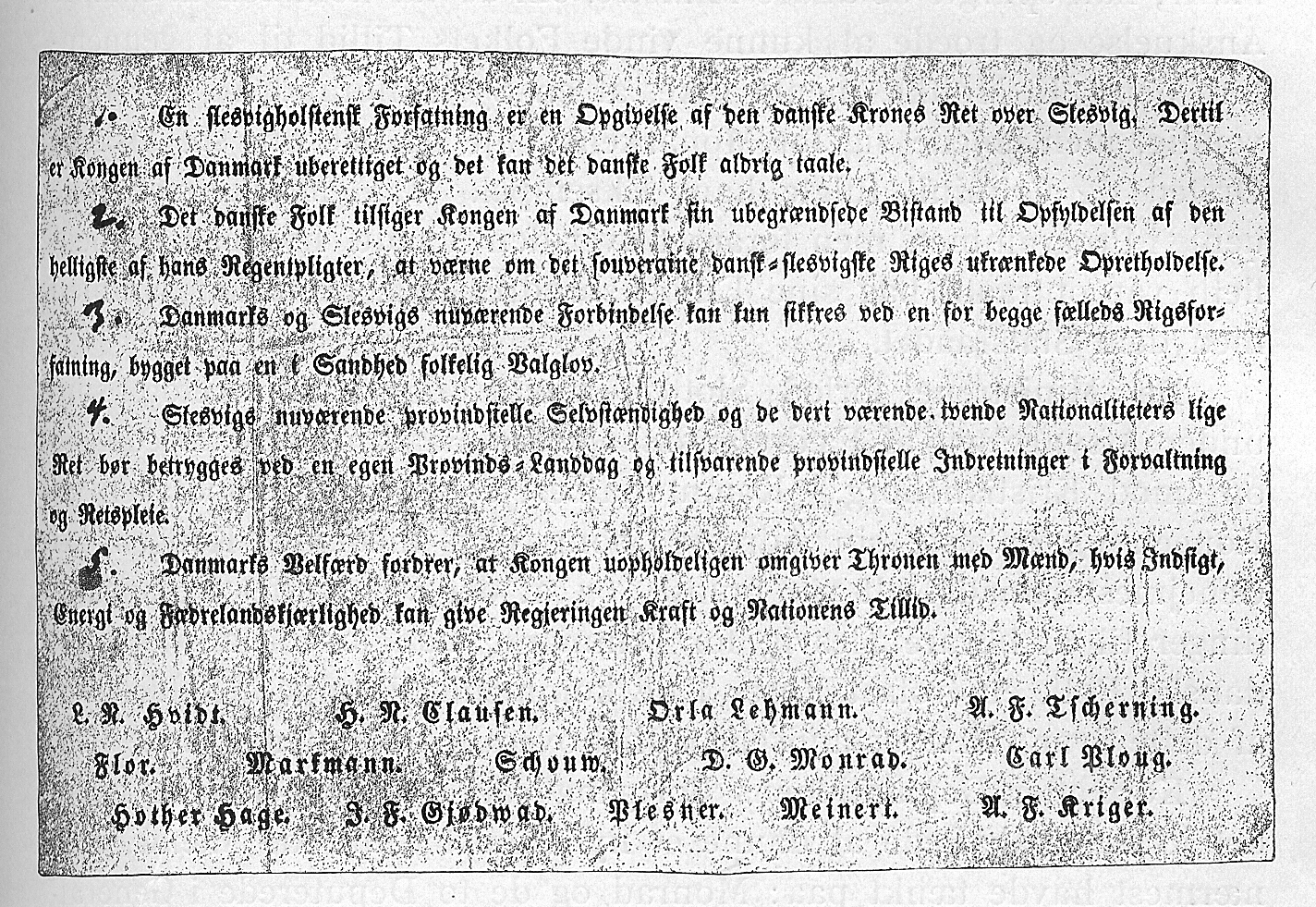
Copie de Carl Ploug de la déclaration du Casino Meeting.

Le matin du 20 mars 1848, un message parvint à Copenhague faisant état d'une réunion entre des représentants du Schleswig et du Holstein deux jours plus tôt à Rendsburg. Les représentants décidèrent alors d'envoyer une députation à Frédéric VII avec des revendications comprenant une Constitution libre, l'unification du Schleswig avec le Holstein, puis l'adhésion du Schleswig à la Confédération allemande .

Sur la base de ces évènements, l'homme politique national libéral Orla Lehmann a annoncé et soutenu que les Duchés étaient en rébellion ouverte. Lehmann, et d'autres collègues du parti, dont Anton Frederik Tscherning, Henrik Nicolai Clausen et Lauritz Nicolai Hvidt, ont annoncé une réunion publique au Théâtre du Casino à 20 h le même soir (20 mars). De plus, Hvidt a été chargé de convoquer la "Borgerrepræsentation" ("Représentation Nationale") à une réunion à 18 h, pour approuver formellement une déclaration au Roi avec des demandes de réforme du système et un changement de gouvernement. Lehmann a écrit l'introduction du message, selon laquelle:
"Roi toujours miséricordieux!

 Vos conseillers, dont Votre Majesté a hérité de votre prédécesseur, ne sont pas en possession de la confiance du peuple, ni au Danemark proprement dit, ni dans le Schleswig, ni dans le Holstein; les fruits toujours plus importants et tristes de leur système gouvernemental ont sapé tout espoir de les voir porter la sagesse et le pouvoir de libérer la terre. Le moment décisif approche à pas de géant. L'État se dissoudra si Votre Majesté n'entoure pas continuellement votre trône d'hommes qui sont assez forts pour relever le défi et qui peuvent fournir au gouvernement un objectif énergique et à la nation des conseils - des hommes qui pourraient sauver la fierté du Danemark et jeter les bases de la liberté de la terre. Nous exhortons Votre Majesté à ne pas conduire la nation dans une spirale de douleur".
La Représentation a accepté la déclaration après un long débat et a décidé de la remettre au Roi le lendemain à 11 h. Hvidt et Lehmann étaient par conséquent en retard à la réunion du Casino, arrivant finalement à 20 h 30 sous les acclamations des 2 500 à 3 000 participants. Ils ont présenté la déclaration et il a été convenu de se réunir à Gammeltorv le lendemain matin et d'accompagner la représentation auprès du Roi.

## La marche vers Christiansborg
Le lendemain (21 mars), 15 000 à 20 000 personnes se sont rassemblées à Gammeltorv (la principale place du marché de Copenhague) vers midi, d'où elles se sont rendues à Christiansborg pour demander un nouveau gouvernement. Ils arrivèrent pour constater que plus tôt ce matin-là, Frédéric VII avait déjà, sur les conseils de son nouveau ministre Bardenfleth, renvoyé ses anciens ministres. Afin de tenter de garder le Schleswig pour le Danemark, Bardenfleth avait convaincu le Roi de renvoyer le gouvernement de soutien à l'unification (qui souhaitait conserver les deux Duchés).

## Formation du gouvernement et préparation à la guerre
Les jours suivants furent caractérisés par des efforts pour former un nouveau gouvernement. Les tentatives de Bardenfleth et plusieurs autres suggestions, qui impliquaient un cabinet composé principalement de représentants de l'ancienne école politique mêlés à quelques politiciens libéraux, ont échoué; finalement, le matin du 22 mars (et juste avant l'arrivée de la députation des Duchés), l'ancien ministre des finances Adam Wilhelm Moltke réussi à former une coalition maintenant connue sous le nom de Cabinet Moltke I ou "Cabinet de mars". Il s'agissait de très peu de personnages de la vieille école, l'opposition gagnant des sièges pour Ditlev Gothard Monrad, Tscherning, Hvidt et Lehmann. Les libéraux nationaux étaient en fait mécontents du cabinet, mais ont accepté le gouvernement sur la base de la promesse du Roi, qu'il était maintenant monarque constitutionnel et qu'il céderait la responsabilité aux ministres.
La délégation des Duchés a ensuite reçu une réponse le 24 mars (qui a également servi d'annonce du programme proposé par le gouvernement), qui a déclaré que le Roi a refusé de permettre au Schleswig de rejoindre la Confédération allemande. Cependant, cela donna au Schleswig une indépendance provinciale accrue et sa propre journée nationale de célébration, le Roi faisant remarquer qu'il souhaitait «renforcer le lien indéfectible [du Schleswig] avec le Danemark par une Constitution commune et libre». Quant au Holstein, il devait avoir une Constitution séparée et libre en tant qu'«État confédéré allemand indépendant». Avant que la nouvelle de la réponse ne parvienne aux Duchés, une rébellion ouverte avait éclaté au Holstein le 23 mars et les conflits culminèrent dans la guerre de trois ans de 1848-1850.

## Voir également
- Constitution du Danemark